# Budapesti TC
A Budapesti Torna Club, rövidítve BTC, 1885-ben alakult, nagy érdemei vannak a tornászat népszerűsítése körül. A Magyar Athlétikai Szövetség (MASZ), Magyar Kerékpáros Szövetség (MKSZ), Magyar Labdarúgó-szövetség (MLSZ), Magyar Országos Lawn Tennisz Szövetség (MOLTESZ), Magyar Testedző Egyesületek Szövetsége (MOTESZ), Magyar Ökölvívó Szakszövetség (MÖSZ), Magyar Úszó Szövetség (MÚSZ) és Magyar Vívószövetség (MVSZ) tagja. A klubnak kiteljesedésének idején több szakosztálya is működött, ezek az atlétika, birkózás, kerékpár, kézilabda, kosárlabda, ökölvívás, tenisz, vívás, torna és az úszás, de a legsikeresebb a labdarúgó-szakosztály lett.

## Labdarúgás

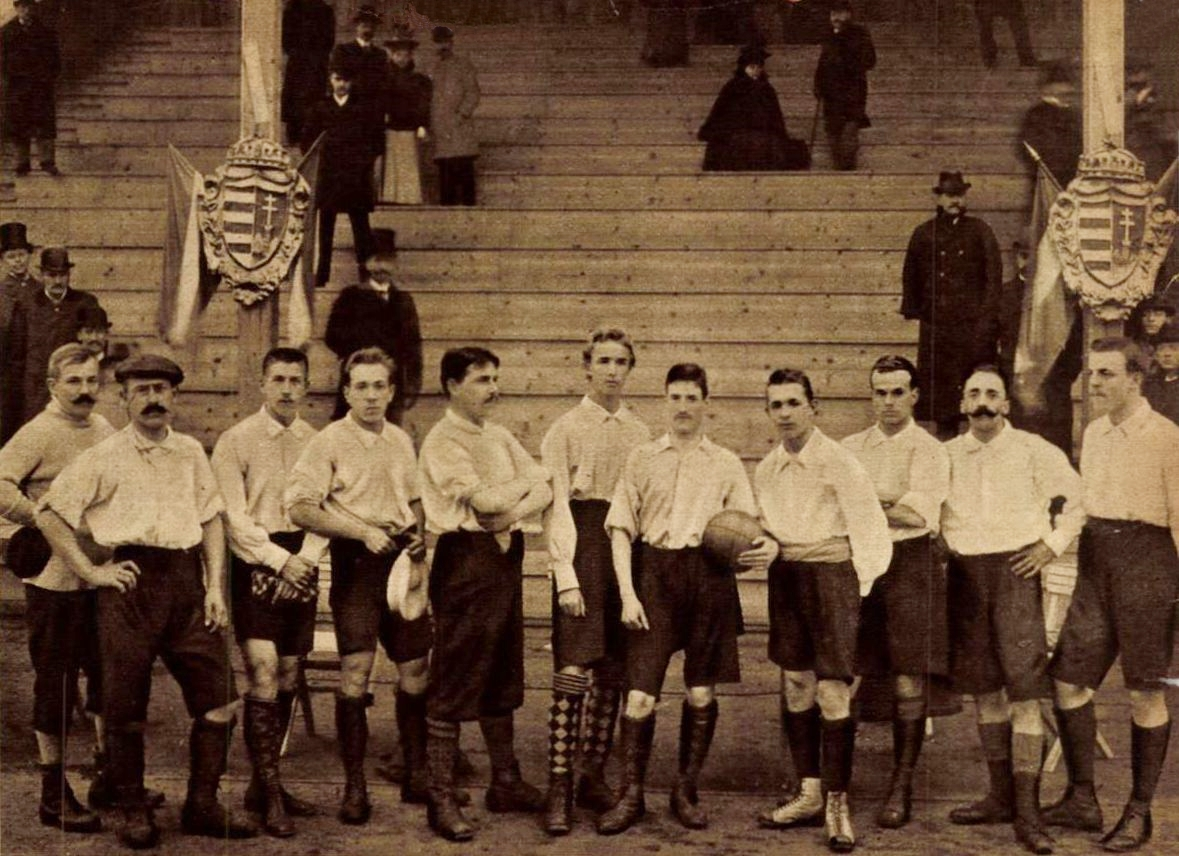
A BTC egy első kezdőcsapata 1897 októberében. Balról jobbra: Stobbe, Klebersberg, Harsády, Hajós, Iszer, Lindner, Ray (kezében az első hazai focilabdával), Ramaszéder, Yolland, Ashton, Pesky

Hivatalosan 1897. február 7-én alakult meg mint az ország első futballcsapata, példája nagyban hozzájárult a labdarúgás magyarországi népszerűsítéséhez. Elnöke Ottó József lett. Első edzését a hivatalos megalakulást követő első napon, 1897. február 8-án a Millenáris pályán, Ray Ferenc vezetésével tartotta az egyesület tornászaiból, atlétáiból, úszóiból és kerékpárosaiból megalakított két csapat. Ray Ferenc svájci tanulmányaiból hazatérve hozott egy igazi angol futball-labdát. Ez volt az első futball-labda, ami Magyarországra került. 
Első nyilvános mérkőzésére 1897. május 9-én került sor. A csapat október 27-én a Vienna Cricket and Football Club (magyarosan a kricketterek) ellen megvívta első nemzetközi meccsét is. A találkozó jelentős népszerűséget hozott a labdarúgásnak Magyarországon; az ennek nyomán kitörő "fociláz" során több futball klub (pl. FTC), illetve a már létező egyesületek egy részénél futball szakosztály is alakult 1898-1899-ben. (pl. Újpest FC). A legelső magyar bajnokcsapat 1901-ben, majd duplázott 1902-ben. 1925 után a csapat már csak amatőr ligákban szerepelt, 1928-ban a BLASZ I. osztályú bajnokságában. Az 1945-46-os szezon alatt oszlott fel. Elnök: Molnár Dezső nyugállományú altábornagy. Titkár: Hortobágyi József.
Az ezredfordulón megkísérelték a klub feltámasztását. A 2000/2001-es szezonban BTC-Rákosmente néven a csapat elindult a Budapest-bajnokság I. osztályában, amit első nekifutásra meg is nyert. A következő szezonban az NB III Duna-csoport bajnokaiként újabb osztállyal feljebb léphettek, de 2002 nyarán a harmadosztályú indulási jogot átadták az Ózdi Kohász csapatának, így a nagynevű csapat ismét megszűnt.

## Sikerek
Magyar labdarúgó-bajnokság (első osztály)
- Bajnok: 1901, 1902

 Challenge Kupa
- Döntős: 1902

## Híres játékosok
* a félkövérrel írt játékosok rendelkeznek felnőtt válogatottsággal.
| - Rudolf Wagner - Bihari Ferenc - Blazsek Ferenc - Borsányi Ferenc - Dobó Gyula | - Ficzere Péter - Hajós Alfréd - Horváth József - Kanyaurek Lipót - Kertész Géza | - Kisfaludy Árpád - Késmárky Ákos - Kőszegi Dezső - Mészáros Árpád - Oláh Károly | - Pótz-Nagy Árpád - Rauchmaul Emil - Schaschek Ödön - Simon Ferenc - Sipos-Sellő Ernő | - Skrabák István - Szendrő Oszkár - Werner Ignác - Winkler József - Winkler Róbert |